# 宮城県利府高等学校
宮城県利府高等学校（みやぎけん りふこうとうがっこう）は、宮城県宮城郡利府町青葉台一丁目にある県立高等学校。通称は「利府高」（りふこう）であるが、同校の課外活動として行う、利府町の名産品である果物のナシの受粉付けとをかけて、「梨高」（なしこう）と呼ばれることもある。
また、スポーツ科学科も設置されている。

## 概要
県庁所在地仙台市の北東に位置するベッドタウンである利府町に、1984年に全日制普通科の高等学校として開校した。「文武両道」を理念に掲げており、1998年に単位制への移行とともに日本で初めてスポーツ科学科を設置した。

## 設置学科
普通科単位制を採用しており、「自分の時間割」による習熟度別学習を行っている。各年次5学級、募集定員200名。推薦入学割合は定員の30%以内。
スポーツ科学科1998年に設置。入学考査にあたり、専攻種目の実技検査が実施される。各年次2学級、募集定員80名。推薦入学割合は定員の60%以内。通学区域は宮城県全県。生徒は在学中3年間同一の運動部に所属するものとされる。所属の運動部と同一の競技種目を「専攻実技」とする。普通科と違うのは、「体育理論」ならびにスポーツ医学（1年次に配当）、運動生理学（2年次）およびスポーツプログラミング（3年次）からなる「スポーツ科学」やスポーツがⅠ〜Ⅵまであること、スキー実習(1年次)、スケート実習(2年次)、キャンプ実習(3年次)と専門的なものが多いと言うこと。陸上競技（男女）、硬式野球（男子）、サッカー（男子）、剣道（男女）、ハンドボール（男子）およびバレーボール（女子）の6種目を「重点種目」とし、専門の指導者を置く。

## 部活動
生徒は必ずいずれかの部に入部するものとされ、部活動は生徒指導の中心に据えられ、盛んに行われている。
- 以前、全日本男子バレーボールの選手だった蘇武幸志が現役引退直後、しばらくの間、当校でバレーボールの指導をしたことがある。

- サッカー部は2005年・2006年度と2年続けて全国高校サッカー選手権に県代表として出場。

- 男子陸上部は全国高校駅伝の出場経験もあり、2006年度のインターハイでは男子3,000m障害で3位入賞・女子円盤投げで7位入賞。2022年度インターハイでは3,000m障害で優勝と全国区の活躍も目立っている。

- 硬式野球部も県内公立校では筆頭格の強豪として知られており、夏の高校野球県大会では6度の決勝進出を経験（過去4度決勝戦で仙台育英か東北と対戦、1999年は2度目の決勝で、仙台育英との対決だったが、敗れた。2011年は古川工との対戦し、4度目の決勝で、公立校対決となったが何れも敗れた。2014年は佐沼と対戦し5度目の決勝で全国大会出場を決めた。1991年・2004年・2016年の初と3度目と6度目の決勝で東北と対戦となったが敗れた。）。2008年、秋季県大会で初優勝。続く東北大会でもベスト4入り。それが大きく評価され、翌2009年の選抜高校野球大会に他校の模範となるチームとして「21世紀枠」で初出場を果たす。そして宮城県勢としては東北と仙台育英を除いた高校としては40年ぶりの選抜大会ベスト4進出を果たした。
- 吹奏楽部は1997年に東北大会金賞、2002年には宮城県の公立高校では数少ない全国大会出場を果たし銀賞を受賞。その後は県止まりも、2016年に14年ぶりの東北大会出場、銀賞を受賞した。
- 運動系
  - 硬式野球、陸上競技（男・女）、サッカー、剣道（男・女）、ハンドボール（男）、バスケットボール（男・女）、ソフトボール（女）、バレーボール（男・女）、ソフトテニス（男・女）、卓球（男・女）、フェンシング（男・女）、ラグビー、新体操（女）、弓道（男・女）、水泳（男・女）、硬式テニス（男・女）
- 文化系
  - 吹奏楽、JRC、文芸、美術、華道、茶道、演劇、放送、書道、囲碁将棋、写真、ギター、自然科学、家庭

## 沿革
- 1984年：宮城県利府高等学校開校式・第1回入学式
- 1985年：野外音楽堂・野外運動場照明設備竣工
- 1987年：建学及び校歌の碑除幕式、応援歌制定披露式
- 1988年：プール工事竣工
- 1990年：弓道場竣工
- 1992年：武道館竣工
- 1993年：鴻翔館（食堂・合宿所）竣工
- 1997年：野外照明施設竣工
- 1998年：単位制移行、スポーツ科学科設置
- 2000年：第二体育館竣工
- 2003年：多目的部室竣工

## アクセス
- JR東北本線利府駅3番乗り場よりミヤコーバスで利府高校バス停下車

## 主な出身者
- 白岩蘭奈 - バレーボール選手：フォレストリーヴズ熊本